# Мечётка (Воронежская область)
Мечётка — село в Бобровском районе Воронежской области России.
Административный центр Мечётского сельского поселения.

## География
Село находится на левом берегу реки Битюг.

## История
В XIV веке на месте села Мечетка находилось татарское поселение. После разгрома Золотой Орды поселение запустело. Оставшийся после татар мавзолей многие люди путали с мечетью. Вероятно, река, на одном из берегов которой находился мавзолей, из-за этого и получила своё название — Мечеть. На сегодняшний день большая часть реки, либо пересохла, либо заболочена.
В 1685 году земли близ Битюга обследовала экспедиция под руководством дворянина Ивана Жолобова. Он описывал, увиденный им татарский мавзолей, который находился на месте современного села Мечетка: «С левой стороны, с Ногайской степи пришла и впала в Бетюк речка Мечеть, а лесов по ней нет. А вверху той речки на левой стороне стоит татарская мечеть каменная».
В 1686 году на реке Битюг начали селиться первые жители будущего поселения, которых позже прозвали однодворцами. На 1746 год их насчитывалось 130 семей. В 1701 году по указу Петра Первого от 1699 года в Мечетку переселились дворцовые крестьяне из северных уездов России. В 1788 году стараниями прихожан была возведена каменная церковь Вознесения Господня. До наших дней не сохранилась.
В 1908 году началось возведение новой церкви, которую в 1912 году освятили во имя Митрофана Воронежского. В 1930 году церковь была закрыта. Храм сначала использовались как колхозный клуб, а затем он был отдан в ведение находящейся поблизости школы и использовался ею в качестве склада. В 1990 году храм передан Воронежской епархии, а в 1994 году храм признан памятником архитектуры. Сегодня известен как Сретенский храм (Церковь Сретения Господня). В селе существовала семилетняя школа.
В годы Великой Отечественной войны линия фронта находилась в нескольких километрах от Мечётки. Часть населения была эвакуирована в другие сёла Воронежской области.

## Интересные факты
- Рядом с Мечёткой разбился советский бомбардировщик — самолёт «Бостон-3», на месте падения установлен памятник.
- В 4 км к югу от села Мечётка расположены меловые пещеры, которые пользуются популярностью у туристов[5].
- В селе в 2010 году из-за сильного ветра и возгорания сухой травы сгорели одиннадцать нежилых и четыре жилых дома, в которых проживало шесть человек[6].

## Население
| 1859 | 1897  | 2000  | 2005  | 2010  | 2012  | 2013 |
| ---- | ----- | ----- | ----- | ----- | ----- | ---- |
| 2629 | ↗4194 | ↘1627 | ↘1309 | ↘1100 | ↘1034 | ↘994 |
| 2014 | 2015  | 2016  | 2017  | 2018  | 2019  | 2020 |
| ↘950 | ↗957  | ↘948  | ↘941  | ↘937  | ↘885  | ↘875 |
| 2021 |       |       |       |       |       |      |
| ↗887 |       |       |       |       |       |      |